# Grünland im Bereich der Herrenwiese nordwestlich Astheim
Grünland im Bereich der Herrenwiese nordwestlich Astheim este o arie protejată (arie specială de conservare — SAC, sit de importanță comunitară — SCI) din Germania întinsă pe o suprafață de 56,56 ha, integral pe uscat.

## Localizare
Centrul sitului Grünland im Bereich der Herrenwiese nordwestlich Astheim este situat la coordonatele 49°55′55″N 8°21′44″E / 49.9319°N 8.3622°E.

## Înființare
Situl Grünland im Bereich der Herrenwiese nordwestlich Astheim a fost declarat sit de importanță comunitară în noiembrie 2004 pentru a proteja un număr necunoscut de specii din flora spontană și fauna sălbatică aflate în arealul zonei. Situl a fost protejat și ca arie specială de conservare în martie 2008.

## Biodiversitate
Situată în ecoregiunea continentală, aria protejată conține 2 habitate naturale: Pajiști cu Molinia pe soluri calcaroase, turboase sau argilos-nămoloase (Molinion caeruleae), Fânețe de joasă altitudine (Alopecurus pratensis, Sanguisorba officinalis).
La baza desemnării sitului se află un număr nedeclarat de specii protejate.